# Lijst van burgemeesters van Uithuizen
Dit is een lijst van burgemeesters van de voormalige Nederlandse gemeente Uithuizen in de provincie Groningen. 

In 1979 werd Uithuizen met de gemeente Uithuizermeeden samengevoegd tot de nieuwe gemeente Hefshuizen. Sinds 1992 heette de gemeente Eemsmond die in 2019 op ging in gemeente Het Hogeland.
| Ambtsperiode | Naam burgemeester      | Partij of stroming | Bijzonderheden                                                             |
| ------------ | ---------------------- | ------------------ | -------------------------------------------------------------------------- |
| 1811 - 1813  | Jacob Jacobs Mulder    |                    | maire, ovl. 10 april 1813                                                  |
| 1813 - 1814  | Abel Jans Belius       |                    |                                                                            |
| 1814 - 1818  | Hindrikus van Zalen    |                    | tevens schoolmeester te Usquert en schout van Usquert; ovl. 6 januari 1818 |
| 1818 - 1851  | Derk Hendriks Nanninga |                    |                                                                            |
| 1852 - 1853  | mr. Johannes Offerhaus |                    | werd kantonrechter                                                         |
| 1853 - 1865  | Jozua Jans Rouaan      |                    |                                                                            |
| 1865 - 1882  | Arnoldus Nanninga Dzn. |                    |                                                                            |
| 1882 - 1914  | Gerardus Bakker        |                    | tevens burgemeester van Uithuizermeeden                                    |
| 1914 - 1938  | mr. Hinderikus Hovinga |                    |                                                                            |
| 1938 - 1968  | mr. Abraham Brinkman   | ARP                |                                                                            |
| 1969 - 1979  | Gerrit Huitsing        | ARP/CDA            | werd burgemeester van Kapelle                                              |